# Pillaia
Pillaia Yazdani, 1972 é um género de pequenos peixes pertencentes à família Chaudhuriidae (enguias-minhoca) nativo da Ásia.

## Espécies
O género Pillaia engloba correntemente duas espécies validamente descritas:
- Pillaia indica Yazdani, 1972
- Pillaia kachinica S. O. Kullander, Britz & F. Fang, 2000

A partir dos dados contidos no Catalogue of Life é possível construir o seguinte cladograma:

| Pillaia | \| \| Pillaia indica \| \| \| \| \| \| Pillaia kachinica \| \| \| \| |
|         | \| \| Pillaia indica \| \| \| \| \| \| Pillaia kachinica \| \| \| \| |
|         | Bihunichthys                                                         |
|         |                                                                      |
|         | Chaudhuria                                                           |
|         |                                                                      |
|         | Chendol                                                              |
|         |                                                                      |
|         | Garo                                                                 |
|         |                                                                      |
|         | Nagaichthys                                                          |
|         |                                                                      |
|         | Pillaia indica                                                       |
|         |                                                                      |
|         | Pillaia kachinica                                                    |
|         |                                                                      |

|  | Pillaia indica    |
|  |                   |
|  | Pillaia kachinica |
|  |                   |